# Renoir (cràter)
Renoir és un cràter d'impacte en el planeta Mercuri de 220 km de diàmetre. Porta el nom del pintor francès Pierre-Auguste Renoir (1841-1919), i el seu nom va ser aprovat per la Unió Astronòmica Internacional el 1976.
Renoir és una conca amb un anell de pics de Mercuri, una de diverses, que inclouen les conques de Raditladi i Rachmaninoff. Encara que aquestes conques són característiques geològiques relativament joves, Renoir és una de les més antigues del seu tipus. A causa de la seva antiguitat, Renoir mostra més efectes de tectònica i esdeveniments d'impacte posteriors que les altres conques d'impacte amb anell de pics.
Es creu que es va formar al final del període amb les majors taxes d'impacte en la història de Mercuri. Situat al quadrangle de Kuiper (H-6), es classifica com una «conca amb molts anells». Renoir també té una àrea d'alta reflectància, classificada com a plana, resultant de l'activitat volcànica anterior del planeta. Juntament amb Rachmaninoff, es tracta d'una de les dues conques de Mercuri amb una plana d'alta reflectància situada completament dins del cim central.
Renoir té una estructura d'anells concèntrics, el que significa que també s'anomena «conca concèntrica». La seva vora interior és diferent, però, les conques similars solen tenir una vora externa més diferent que la vora interior. Les conques com Renoir són conegudes per tenir valls profundes al voltant d'elles. El radi i la massa inferiors de Mercuri en comparació amb altres cossos com Mart significa que les seves conques, incloent Renoir i Rodin, tenen un major diàmetre; En conseqüència, les conques de múltiples anells en cossos com la Lluna, incloses les conques com Hertzsprung i Mare Orientale, són encara més grans que les de Mercuri.